# Бронникова, Валентина Кирилловна
Валенти́на Кири́лловна Бро́нникова (род. 19 апреля 1939) — советский и российский картограф. Одна из авторов Красной книги СССР и Национального атласа России.
Ведущий научный сотрудник сектора национального атласа культурного и природного наследия России Российского научно-исследовательского института культурного и природного наследия имени Д. С. Лихачёва (Института Наследия). Кандидат географических наук.
Лауреат премии Генри Форда за сохранение культурного и природного наследия (1998).

## Биография
Родилась 19 апреля 1939 года.
В 1961 году окончила кафедру картографии географического факультета Московского государственного университета имени М. В. Ломоносова.
После окончания МГУ работала в институте «Союзгипролесхоз», на кафедре геоморфологии географического факультета МГУ.
Участвовала в составлении карт для нескольких атласов («Атлас лесов», «Снежно-ледовых ресурсов мира»), в том числе для «Национального атласа России». Участник картографической и географической редакции карт и текста Красной книги СССР.
В 1982 году защитила кандидатскую диссертацию на тему «Использование космических снимков в составлении геоморфологических карт».
Ведущий научный сотрудник сектора национального атласа культурного и природного наследия России Российского научно-исследовательского института культурного и природного наследия имени Д. С. Лихачёва (Института Наследия). Кандидат географических наук.
Автор и соавтор около 150 статей и карт, посвящённых культурно-историческому и культурно-природному наследию.
Автор нескольких карт и текстов 2 тома «Природа. Экология» и 4 тома «История. Культура» Национального атласа России.

## Награды и премии
- Премия Генри Форда за сохранение культурного и природного наследия (1998)
- Отличник геодезии и картографии России (2002)
- Благодарность министра культуры и массовых коммуникаций Российской Федерации А. С. Соколова (2007)

### Мемуары
- Бронникова В. К. Эпизоды военных лет // Объединение выпускников географического факультета МГУ. — 2005. — 9 апреля.